# Veridiana Victoria Rossetti
Veridiana Victoria Rossetti (Santa Cruz das Palmeiras, 15 de outubro de 1917 – São Paulo, Brasil, 26 de dezembro de 2010) foi uma engenheira agrônoma brasileira, autoridade mundial em doenças que acometem frutas cítricas. Foi a primeira mulher no Brasil formada em Engenharia agronômica a exercer a profissão e, ao longo de sua vida, recebeu vários prêmios nacionais e internacionais.

## Biografia
Victória Rossetti - como assinava e gostava de ser chamada - nasceu em Santa Cruz das Palmeiras, no interior paulista, em 1917. Filha de Lina Pozzo e Thomaz Rossetti, emigrantes italianos, seu pai era agrônomo, e seu avô tinha sido professor dessa disciplina, antes de emigrarem para o Brasil. Viveu seus primeiros meses na fazenda Santa Veridiana, e cresceu na fazenda Paramirim, adquirida por seu pai, em Iracemápolis, àquela época pertencente ao município de Limeira, também em São Paulo. 
Junto do pai, colhia material para estudar pragas e doenças que afetavam as plantas. Seguindo a tradição familiar, ingressou na Escola Superior de Agricultura Luiz de Queiroz da USP, em Piracicaba (SP), onde foi a primeira mulher a concluir um curso de agronomia no estado de São Paulo e a segunda no Brasil, em 1937.

## Carreira
Entrou como estagiária do Instituto Biológico, em 1940, onde desenvolveu toda sua carreira, dedicando-se ao estudo das doenças das frutas cítricas, sob orientação de Agesilau Bitancourt, mestre e orientador, que a levou para os estudos de isolamento de fungos do gênero Phytophtora da gomose dos citros. Com o surgimento do vírus da tristeza dos citros, em 1947, tornou-se prioridade para Victória a necessidade de se adotar um porta-enxerto tolerante ou resistente. Integrou a partir de então a Comissão Internacional de Phytophthora e sobre esta ela publica trabalhos no Brasil e no exterior.
Aperfeiçoou-se nos Estados Unidos, onde fez um curso de Estatística Experimental, em 1947, na Universidade da Carolina do Norte. Com bolsa da Fundação Guggenheim, estudou a fisiologia de ficomicetos, na Universidade da Califórnia, em Berkeley e em Riverside fez especialização nos fungos do gênero Phytophthora. Em 1960, com apoio da Fundação Rockefeller, visitou estações de pesquisas em citros na Flórida e na Califórnia. 
Desenvolveu um programa de cooperação científica, em 1961, a convite do governo da França e do INRA - Institut national de la recherche agronomique.
Capacitou-se nas técnicas de diagnóstico de vírus transmissores por enxertia, visando ao Programa de Registro de Matrizes de citros livres de vírus, que estava para ser implantado no estado de São Paulo - de cujo grupo de trabalho fez parte, juntamente com os drs. Agesilau Bitancourt, Sylvio Moreira, Álvaro Santos Costa e Ody Rodrigues. 
No Instituto Biológico, assumiu a Chefia da Seção de Fitopatologia Geral em 1957, tornando-se Diretora da Divisão de Patologia Vegetal em 1968, cargo no qual se aposentou em 1987. Mesmo depois de aposentada continuou suas pesquisas junto ao Instituto Biológico. Contou sempre com a colaboração dos colegas do Brasil e do exterior, com os quais realizou e publicou seus trabalhos. 
Em 1988 recebeu o título de Servidora Emérita do Estado, outorgado pelo governo do Estado de São Paulo. 

### Pesquisa
Em 1958 iniciou trabalhos sobre a leprose dos citros e experimentos para seu controle. Resultado foi a comprovação do ácaro Brevipalpus phoenicis como vetor da leprose e em 1965 como vetor da clorose zonada.
Estudou a transmissão e modos de combata ao cancro cítrico. Em 1987 foi chamada para identificar uma nova doença dos citros no estado de São Paulo e a batizou clorose variegada dos citros (CVC) causada pela bactéria Xylella fastidiosa. 
Participou  de várias comissões técnicas e científicas, nacionais e internacionais: presidente da IOCV (International Organization of Citrus Virologists) de 1963 a 1966, organizou sua IV Conferência, na Itália, em 1966; Comitê Executivo da Sociedade Internacional de Citricultura, representando o Brasil; Comitê Internacional dos Estudos sobre Phytophthora; Comissão para instalação do Instituto de Pesquisas do Cacau (Bahia, 1963); Comissão Nacional de Fruticultura; Comissão Nacional de Citricultura. Foi presidente da Comissão Permanente de Cancro Cítrico, entre 1975 e 1977. Participou de várias comissões na FAO, em Roma. Além de participar ativamente, inclusive na organização de congressos nacionais e internacionais, ministrou constantemente aulas de pós-graduação em várias universidades e colaborou, como consultora para os problemas relacionados às doenças dos citros, com vários estados brasileiros (Sergipe, Bahia, Goiás) e países da América Latina (México, 1979; Peru, 1980; Argentina, 1978 e 1986). 

## Morte
Depois de se aposentar em 1987, seguiu trabalhando até 2003 quando foi diagnosticada com Alzheimer. Ela faleceu na madrugada de 26 de dezembro de 2010, de pneumonia, aos 93 anos.

## Prêmios e reconhecimentos
Recebeu dezenas de prêmios e homenagens, entre eles:
- Medalha Sigma Xi, Universidade da Califórnia (1952)
- Engenheira-Agrônoma do Ano, pela AEASP (1982)
- Honorary Professor da Universidade da Flórida em 1987
- Prêmio Frederico de Menezes Veiga, outorgado pela EMBRAPA, Brasília (1993)
- Wallace Award 1995 - IOCV (pelo melhor trabalho publicado em Proceedings of the 12th Congress, Índia, 1993) - com mais quatro coautores - China, novembro de 1995
- Prêmio Sylvio Moreira (melhor artigo científico publicado em 1995);
- Medalha Luiz de Queiroz (1999).
- Grã-Cruz da Ordem Nacional do Mérito Científico em 2004.[4]

## Participações

#### Comissões
- Membro - grupo de trabalho que criou o Programa de Registro de Matrizes de Citros, livres de vírus - Estado de São Paulo - 1961.
- Membro - Comissão Internacional para Estudos sobre Phytophthora palmivora - 1961-.
- Presidente - International Organization of Citrus Virologists (IOCV) - 1963-1966. Comissões da FAO - Food and Agriculture Organization of the United Nations, Roma - 1965-1967.
- Presidente - Committee on Diseases of Citrus with Virus-like symptoms - IOCV - 1966-1969.
- Membro - Committee on Stubborn and Greening - IOC - 1966-1969.
- Membro - Comissão Nacional de Pesquisas sobre o Cafeeiro - 1970.
- Membro - Comissão Nacional de Fruticultura - 1971-1973.

#### Associações
- International Organization of Citrus Virologists.
- Sociedade Brasileira para o Progresso da Ciência.
- Sociedade Brasileira de Botânica.
- Sociedade Brasileira de Fitopatologia.
- Associação Latino-Americana de Fitotecnia.

## Publicações

### Artigos Selecionados
- ROSSETTI, V. 1947 . Estudos sobre a gomose de Phythophtora dos citros- I. Suscetibilidade de diversas espécies cítricas a algumas espécies Phythophtora. Arq. Inst. Biol. vol. 18 , p. 97 - 124
- ROSSETTI, V. and SALIBE, A. 1962 . Prevalência das doenças dos vírus no estado de São Paulo. Bragantia vol. 21 , p. 107 - 121
- ROSSETTI, V. , GARNIER, M. , BOVÉ, J. M. , BERETTA, M. J. G. , TEIXEIRA, A. R. R. , QUAGGIO, J. A. and DE NEGRI, J. D. 1990 . Présence de bactéries dans le xyléme d'orangers atteints de chlorose variegée, une nouvelle maladie des agrumes au Brésil. C. R. Acad. Sci. Paris p. 345 - 349
- ROSSETTI, V. , COLARICCIO, A. , CHAGAS, C. M. , SATO, M. E. and RAGA, A. 1997 . Leprose dos citros. Bol. Tec. Inst. Biol. vol. 6 , p. 5 - 27

### Livros
- ROSSETTI, V. 2001 . Manual ilustrado de doenças dos citros ., Piracicaba : Fealq/Fundecitros.
- ROSSETTI, V. 1996 . Transmission of citrus leprosies disease (CL)- a review. Edited by Da Graça, J. V.. Edited by Moreno, P.. Edited by Yokomi, R. K.. , 13 vols.